# Mesobryobia comatula
Mesobryobia comatula är en spindeldjursart som beskrevs av Meyer 1974. Mesobryobia comatula ingår i släktet Mesobryobia och familjen Tetranychidae. Inga underarter finns listade i Catalogue of Life.